# دونالد سوانسون
كبير المفتشين دونالد ساذرلاند سوانسون (1848 - 24 نوفمبر 1924) ولد في ثورسو في اسكتلندا، وكان ضابط شرطة رفيع المستوى في شرطة العاصمة في لندن خلال عصر القاتل المجهول جاك السفاح في عام 1888.

## روابط خارجية
- سوانسون على كتيب: جاك السفاح